# Gang bang

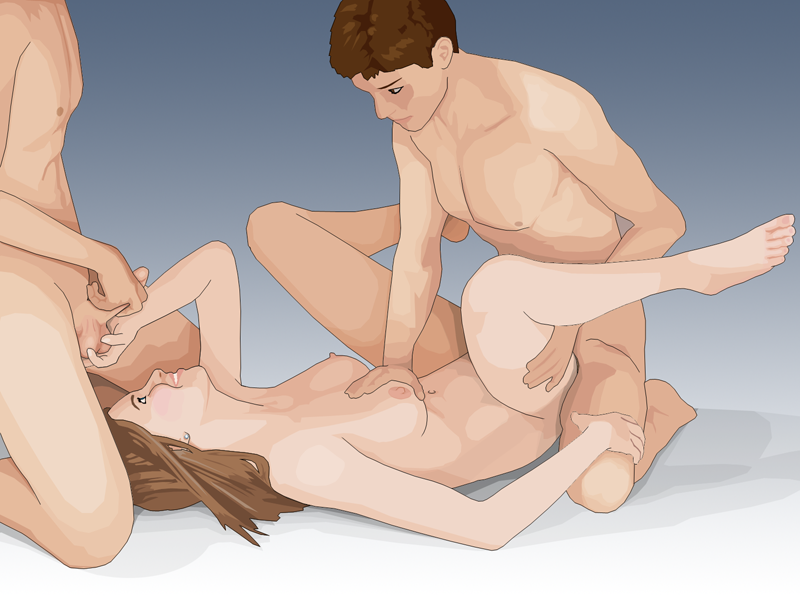
Gangbang

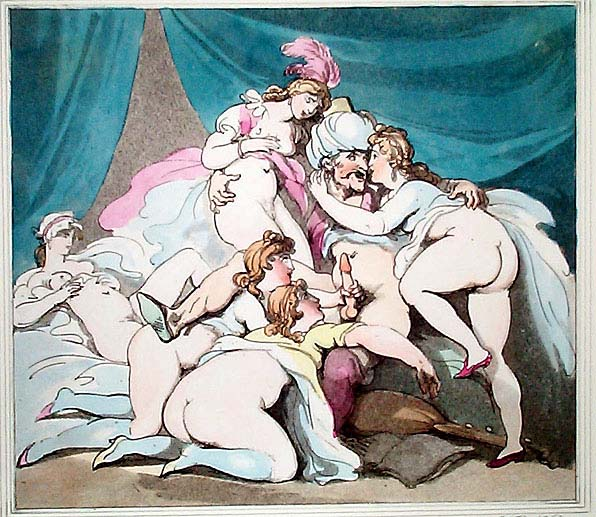
Výjev z harému v díle Thomase Rowlandsona, zobrazující skupinový sex muže s více ženami

Gang bang (nebo gangbang) je anglické slangové pojmenování pro formu skupinové soulože, tedy situaci, kdy jedinec, ať už žena či muž, má pohlavní styk s více partnery současně, či krátce po sobě.

## Terminologie
Termín je díky pornografickým materiálům někdy používán i v češtině. Jinými českými názvy, s kterými se můžeme na české pornoscéně setkat (tj. videa), jsou pak např. skupinová, hromadná soulož atd. Termín se často vzájemně zaměňoval s pojmem gang rape, ale je čím dál častěji používán pro konsensuální chování v komunitě swingers. Také se jedná o specifický žánr pornografie, společně s podskupinami, jako jsou creampie gang bang, anální gang bang, lesbický gang bang atd.

## Popis praktiky
Gang bang může probíhat různým způsobem. Většinou zahrnuje vaginální penetraci s kondomem, kombinovanou s nechráněným orálním sexem, análním sexem, společně s ruční stimulací genitálií (prováděnou většinou ženou mužům - tzv. handjob).

## Postavení Gang bangu dnes
Dnes existuje na celém světě mnoho swingers klubů, které slouží některým ženám a jejich partnerům při vyhledávání gang bangu. Primární funkcí swingers klubu však gang bang není. Vzkvétající kultura gang bangu existuje v Itálii, kde tisíce párů inzerují, že hledají muže, kteří by se zúčastnili gang bangu. Večírky tohoto typu jsou na vzestupu rovněž v USA, Spojeném království, Nizozemsku, Francii a Německu. Většinu těchto akcí nabízejí amatéři, skupiny z privátní sféry, existují však i služby, které poskytují mužům za peníze účast na zprostředkovaném gang bangu.

## Postavení Gang bangu v pornografii
Přestože bylo do 80. let 20. století natočeno mnoho gang bang pornografických filmů, obvykle se aktu účastnilo šest až dvanáct mužů. Ovšem počínaje filmem The World's Biggest Gangbang, česky Největší gangbang světa (1995), s Annabel Chong v hlavní roli, začal pornografický průmysl produkovat série filmů, okázale překonávajících rekordy v sexuálních aktech jedné osoby, následujících za sebou v krátké době.